# Match ball
Match ball (1989) è un romanzo dell'autore cileno Antonio Skármeta.

## Trama
Raymond Pabst è un cinquantaduenne medico americano; trapiantato in Germania fa il medico per ricchi ipocondriaci. La sua fortuna è stata quella di sposare una donna bella, aristocratica, colta e ricca.
Il romanzo è narrato in prima persona, in maniera tragicomica, dal medico ormai precipitato in un baratro di abiezione e crimine.
Negli ozi di un esclusivo circolo di tennis berlinese che frequenta con il suocero, Raymond Pabst scorge la promessa sportiva Sophie Mass, che non ancora quindicenne ha già sconfitto le più titolate tenniste del ranking mondiale.
Il dottor Pabst è stregato dalla bellezza ed eleganza della giovane, la cui madre sarebbe anche disposta ad accettare un delicato corteggiamento pur di affidare la figlia alle cure dello stimato medico… ma lui è però ormai travolto da un sentimento folle per la giovane Sophie (peraltro follemente ricambiato).
La ninfetta è in realtà ben più smaliziata di quanto si possa supporre, ne è prova la dettagliata e struggente sintesi degli incontri col giovane spagnolo Pablo Braganza, che come un filmaccio già visto Raymond è costretto a rivivere per soddisfare le voglie di Sophie.
Alternando atteggiamenti da bambina con quelli da donna fatale, la giovane coinvolge il dottore con una intimità impudica che diverrà presto argomento da prima pagina dei giornali di mezzo mondo.
Il carcere accoglierà Raymond dopo il tentato omicidio del rivale Pablo, che ormai fa coppia fissa con Sophie, la stessa Sophie che organizzerà per Raymond una spettacolare quanto improponibile evasione.